# Комсомолец (лек крайцер, 1947)
Комсомолец (до 29 октомври 1958 г. – „Валерий Чкалов“) e лек крайцер на ВМФ на СССР от проект 68-К, „Чапаев“. През 1958 г. прекласифициран на учебен лек крайцер.

## История на строителството
Заводски номер: 306.
- 31 август 1939 г. – заложен на КСЗ № 189 (Балтийско обединение, Ленинград).
- 25 септември 1940 г. – зачислен в списъците на флота.
- 10 септември 1941 г. – строителството е спряно и е законсервиран, достроен след ВОВ.
- 25 октомври 1947 г. – спуснат на вода.
- 25 октомври 1950 г. – влиза в строй.

## История на службата
- 22 април 1951 г. – въведен в състава на 8-ми флот.
- 24 декември 1955 г. – преведен в ДЧБФ (Дивизия на Червенознаменният Балтийски флот).
- 18 април 1958 г. – изваден от бойния състав на ВМФ и прекласифициран на учебен кораб.
- 29 октомври 1958 г. – переименуван на „Комсомолец“.
- 28 май 1973 г. – преведен в ЛенВМБ (Ленинградска военноморска база).
- 28 януари 1976 г. – преведен в ДЧБФ.
- 27 септември 1979 г. – разоръжен и изключен от състава на флота.
- 31 декември 1979 г. – разформирован.
- През 1980 г. – разкомплектован за скрап на базата на „Главвторчермета“ в гр. Лиепая.

## Командири
- 11.1953 – 09.1955 – Леут, Леонид Григориевич,
- ?1963 – 1967 капитан 2-ри ранг Таважнянский,
- 1967 Иванов,
- ? – ? Галин,
- ? – ? Колондирец.
- ? −1974 – 1977 – ? капитан 2-ри ранг Денисюк, Владимир.
- 1977 – 1979 капитан 1-ви ранг Марухин, Владимир Александрович